# Lalla Salma
La princesa lalla Salma (amazic estàndard marroquí: ⵍⴰⵍⵍⴰ ⵙⴰⵍⵎⴰ, lalla Salma; àrab: لَالَّة سلمى, lālla Salmà), nascuda Salma Bennani el 10 de maig de 1978 a Fes, és l'exdona del rei Mohammed VI del Marroc i la mare del príncep hereu mulai El Hassan i de la princesa lalla Khadija. Porta el títol de princesa amb qualificació d'altesa reial.
Va ser la primera dama de facto del Marroc, fins al seu divorci no oficial el 2018.

## Biografia
Salma Bennani és filla d'Abdelhamid Bennani, professor de matemàtiques a l'Ecole Normale Supérieure de Fes, i de Naïma Bensouda, que va morir tres anys després del seu naixement. Anomenada Lalla Salma des del seu matrimoni amb el rei del Marroc Mohammed VI, té una germana gran (Meryem, que es va convertir en metgessa) i tres germanastres del segon matrimoni del seu pare.
Després de la mort de la seva mare, va marxar amb la seva germana Meryem cap a Rabat, per reunir-se amb la seva àvia materna Fatma Abdellaui Maäne. Va assistir a una escola privada i va obtenir un batxillerat científic amb honors. L'any 2000, després de dos anys de classes preparatòries (matemàtiques-sup i spé) a l'institut Moulay-Youssef de Rabat, va obtenir el títol d'enginyera estatal en enginyeria informàtica a l'Escola Nacional d'Informàtica i Anàlisi de sistemes (ENSIAS). Posteriorment, va treballar durant un temps al grup North African Omnium (ONA), el primer grup privat del Marroc pertanyent en part a la família reial marroquina.
El 12 d'octubre de 2001 es va comprometre amb Mohammed VI, a qui va conèixer per primera vegada el 1999. El seu matrimoni legal va tenir lloc el 21 de març de 2002 i el 12 i 13 de juliol del mateix any va tenir lloc la gran cerimònia nupcial al palau reial de Rabat. D'aquesta unió van néixer dos fills:
- El príncep hereu Mulai Hassan, nascut el 8 de maig de 2003.

- La princesa Lalla Khadija, nascuda el 28 de febrer de 2007.

## Rols oficials

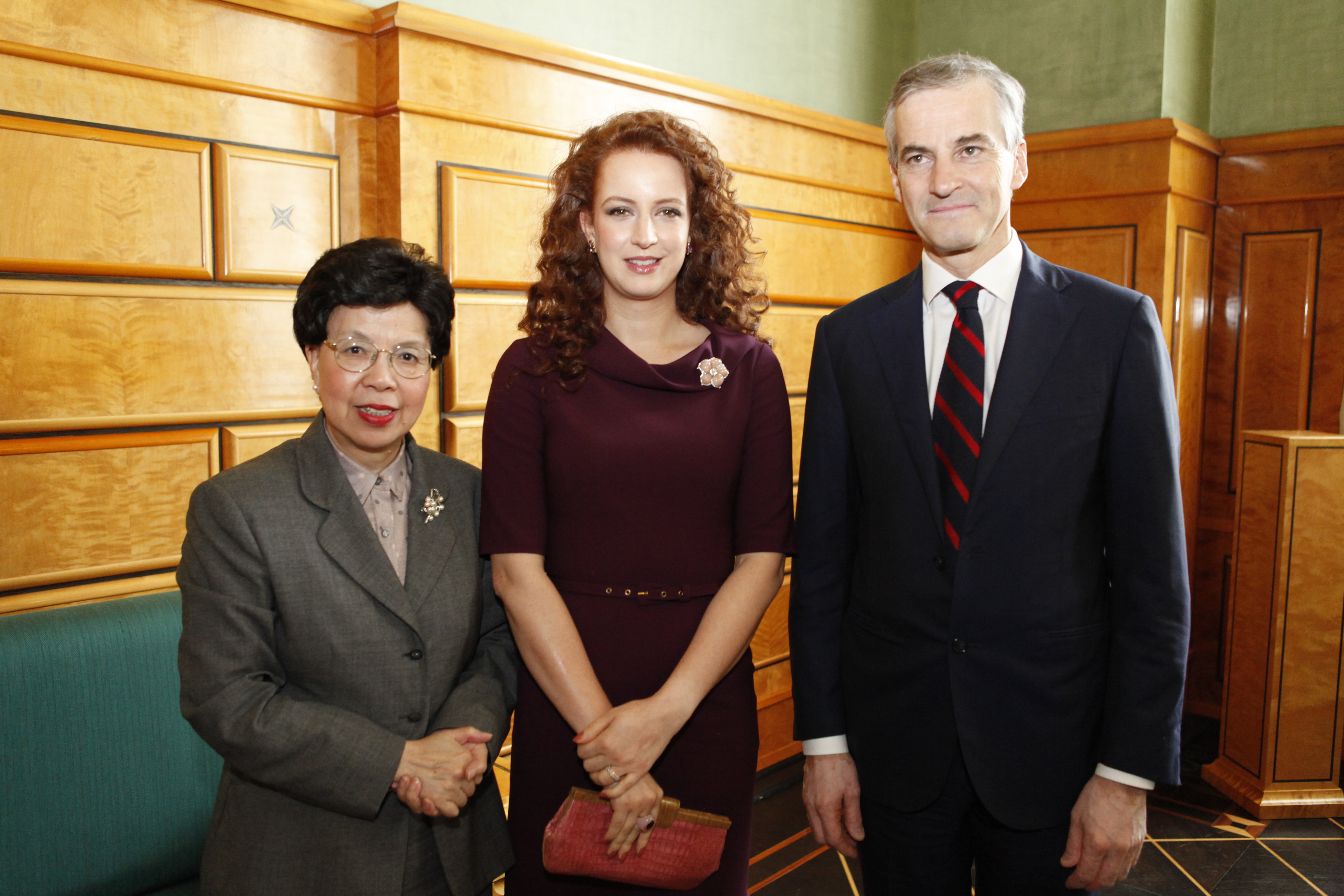
Salma Benanni amb la directora general de l'OMS Margaret Chan i el ministre d'Afers Exteriors noruec Jonas Gahr Støre el 2012.

Lalla Salma és la primera cònjuge d'un monarca marroquí que té un estatus oficial. Mohammed VI li atorgà la qualitat d'altesa reial i el títol de princesa a través del dahir del 12 de juliol de 2002. D'aquesta manera l'esposa reial, a part de ser la “mare dels prínceps”, té també una presència pública i participa en accions oficials àmpliament recollides pels mitjans de comunicació nacionals, esdevenint una “Primera Dama” que contribueix a la modernització de la monarquia alauita.
El maig de 2017, en el seu honor, es va inaugurar a Fes la Mesquita Sa Altesa Reial, la Princesa Lalla Salma. Construïda a la plaça Al Mizane, la mesquita té una capacitat per a més de 3.000 fidels. Està construïda segons els estàndards arquitectònics tradicionals del Marroc. La mesquita disposa de dues sales de pregària, una madrassa, sales dedicades a les activitats femenines, allotjament per a l'imam i el muetzí, comerços i espais verds.

## Desaparició de l'escena pública i divorci
A principis del 2018 es va notar la seva absència als mitjans de comunicació. La seva darrera aparició pública havia estat el desembre de 2017 al Museu d'Art Modern i Contemporani Mohammed VI de Rabat. Va estar absent durant l'operació d'arítmia cardíaca que van practicar a Mohammed VI a París el mes de febrer. El 21 de març de 2018, setzè aniversari del seu matrimoni legal, la revista espanyola ¡Hola! va anunciar que el seu divorci era ja efectiu i confirmat per fonts properes a palau.
El 15 d'abril de 2019 va fer acte de presència al centre oncològic Oulad M'barek, a la província de Beni-Mellal, com a presidenta de la fundació Lalla Salma per a la lluita contra el càncer. Durant la visita, que va durar dues hores, va visitar els diferents departaments així com el llit dels pacients. Va autoritzar la realització d'una única foto amb l'equip mèdic.
El 2019, l'advocat francès del rei del Marroc, Éric Dupond-Moretti, es va referir a Lalla Salma amb el terme "exdona". Aquesta nota de premsa va confirmar extraoficialment el divorci de la parella reial.

## Honors
- Gran Creu de l'orde de Leopold II (2004)
- Gran Creu de l'Orde d'Isabel la Catòlica (2005)[19]
- Orde al Mèrit del Senegal (2008)